# 宮山駅
宮山駅（みややまえき）は、神奈川県高座郡寒川町宮山にある、東日本旅客鉄道（JR東日本）相模線の駅である。相模國一之宮として知られる寒川神社の最寄駅である。

## 歴史
- 1931年（昭和6年）7月1日：寒川神社や地元住民の請願により、相模鉄道の宮山停留場として開業[1]。
- 1944年（昭和19年）6月1日：国有化[1]。同時に宮山駅に昇格し[1]、運輸通信省（後の日本国有鉄道）相模線の駅となる。
- 1962年（昭和37年）10月10日：駅員無配置駅となる[3]。
- 1987年（昭和62年）4月1日：国鉄分割民営化により、JR東日本の駅となる[1]。
- 2001年（平成13年）11月18日：ICカード「Suica」供用開始。
- 2014年（平成26年）12月26日：出札窓口の営業を終了。
- 2016年（平成28年）2月21日：茅ケ崎駅の遠隔管理の下で無人化を実施。
- 2023年（令和5年）12月17日：新駅舎の供用開始[4]。

## 駅構造
単式ホーム1面1線の地上駅。かつて、ホームから階段を降りた所に木造の旧駅舎が置かれていた。
駅舎には多機能券売機が設置されている。2014年12月26日まで営業していた出札窓口では、長距離乗車券なども発売していた。2016年2月21日より茅ケ崎駅の遠隔管理の下で無人化された。無人化前は茅ケ崎駅が管理する業務委託駅（JR東日本ステーションサービス委託）であった。簡易Suica改札機が設置されている。
また、当駅は相模國一之宮である寒川神社の最寄駅であるため、初詣シーズンには貸し出しプレハブの臨時出札窓口が駅の周りに複数設置され、駅員が多数派遣されている。

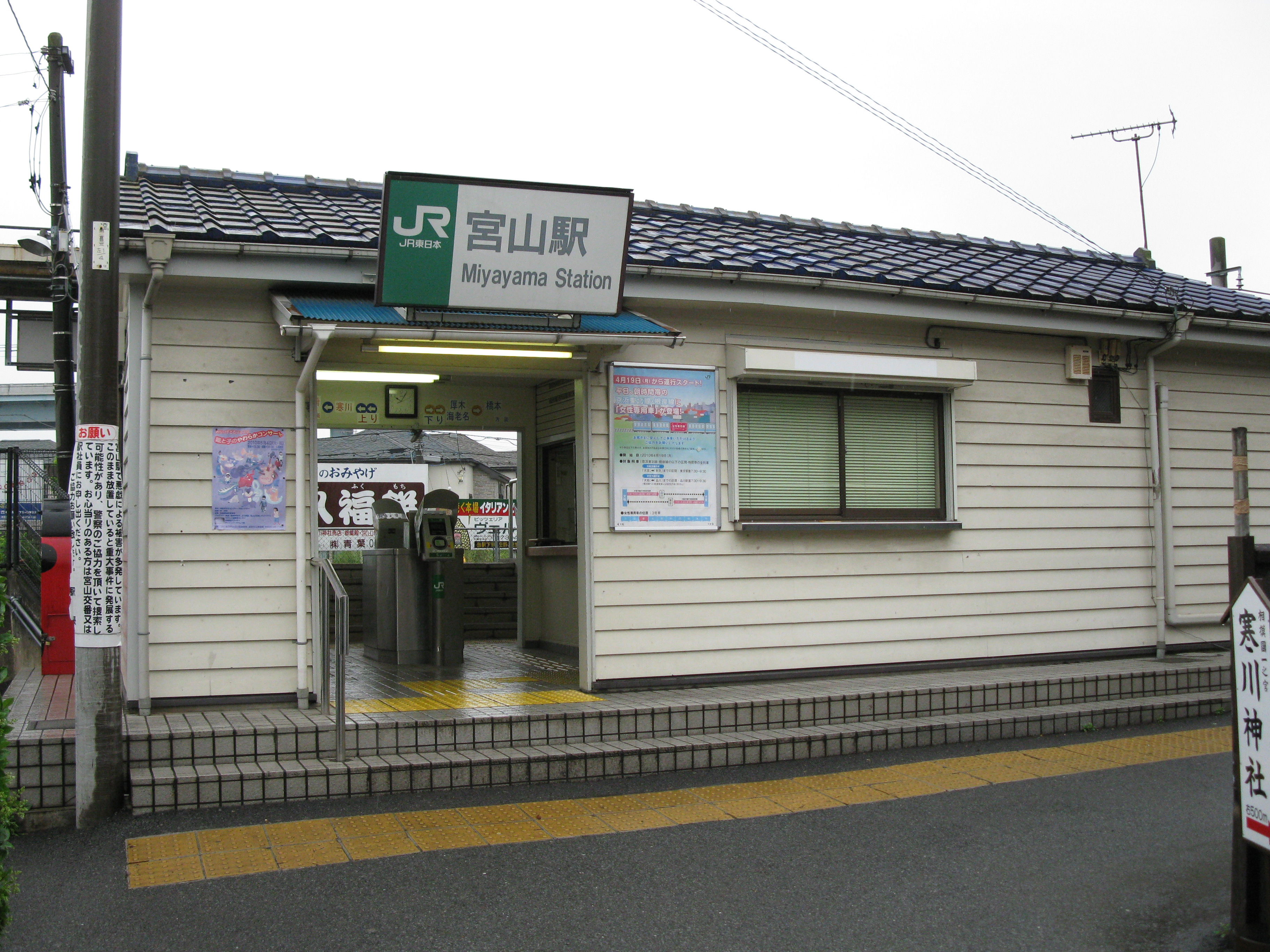
旧駅舎（2010年5月）
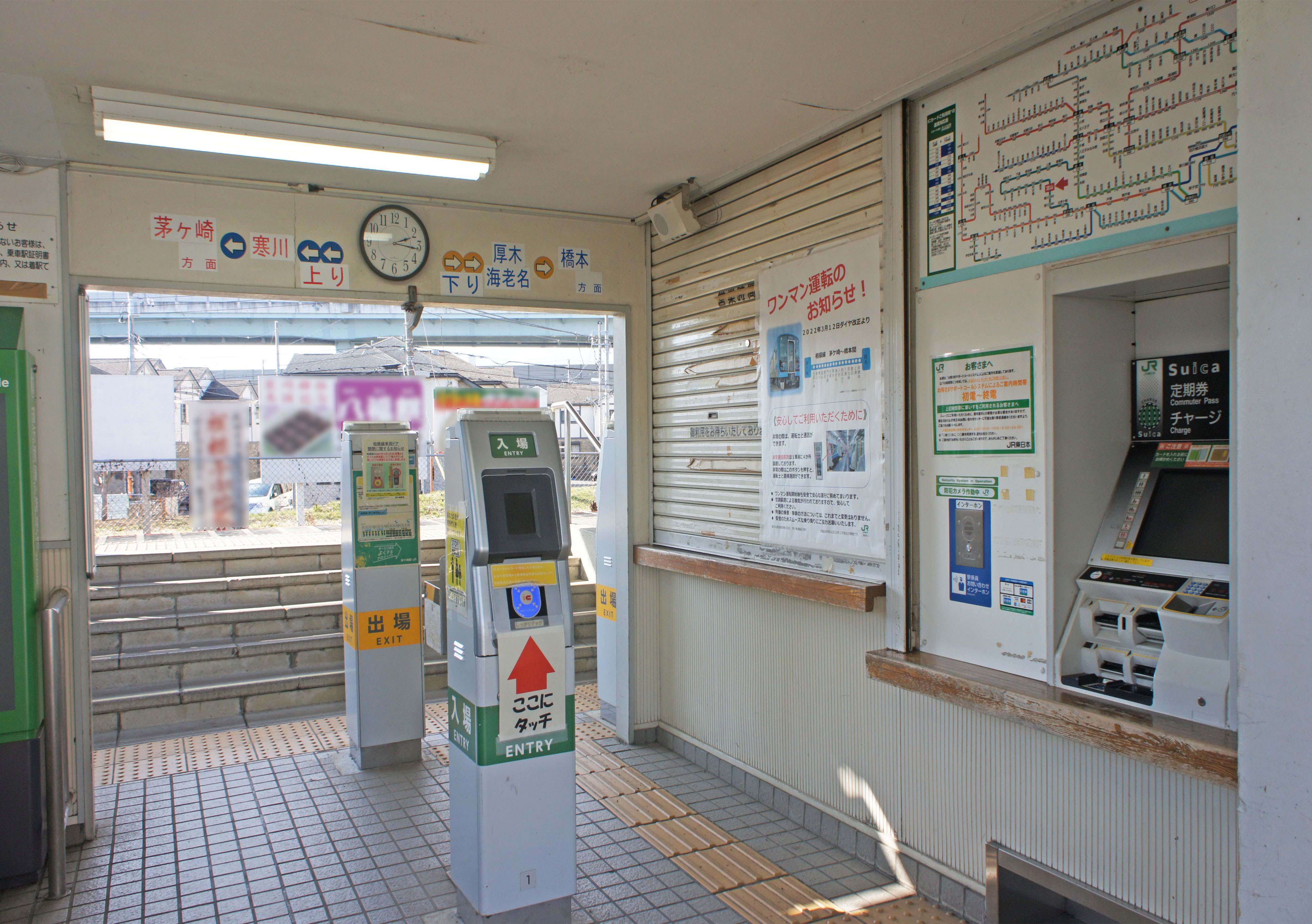
旧駅舎改札口（2022年2月）
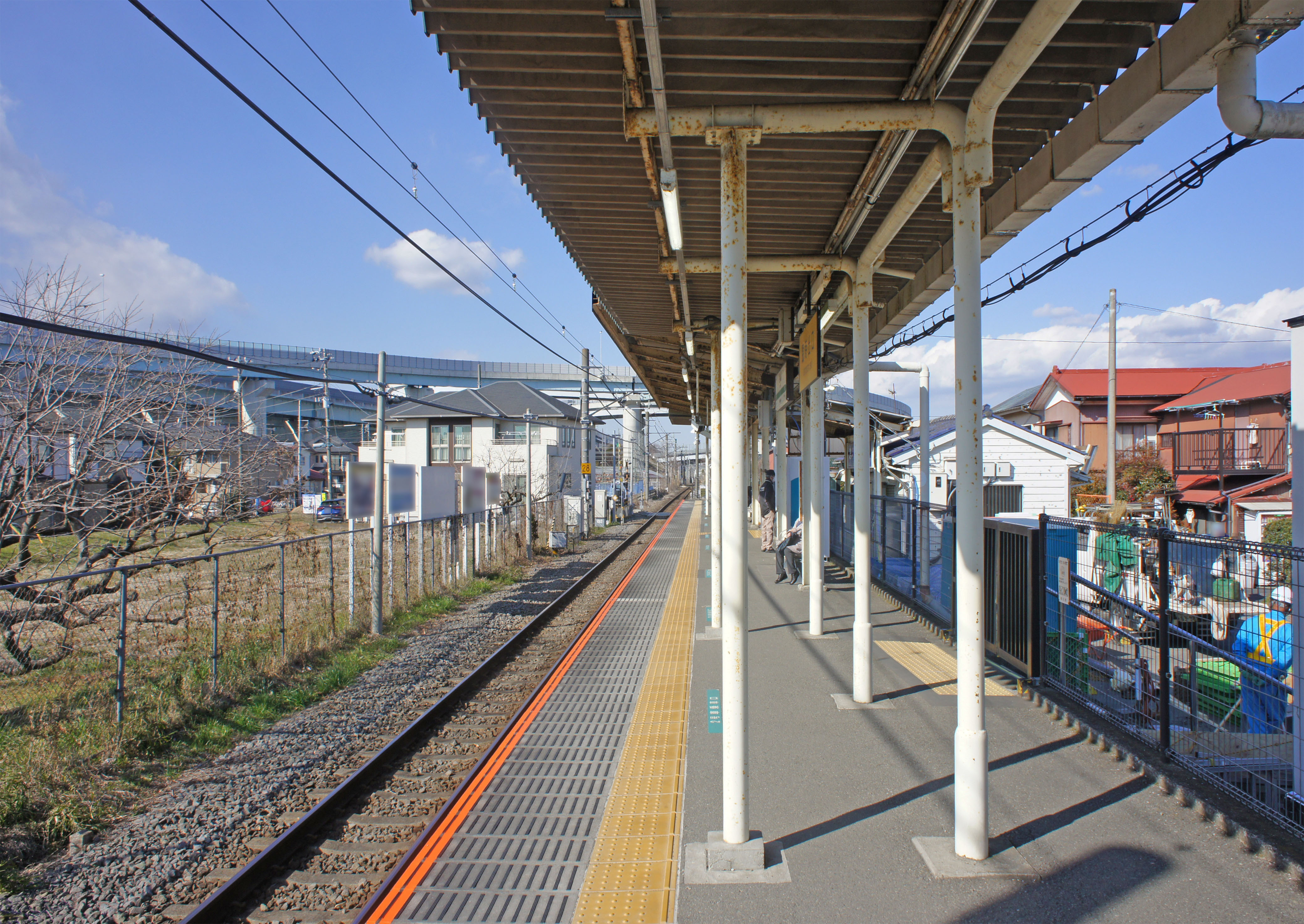
ホーム（2022年2月）
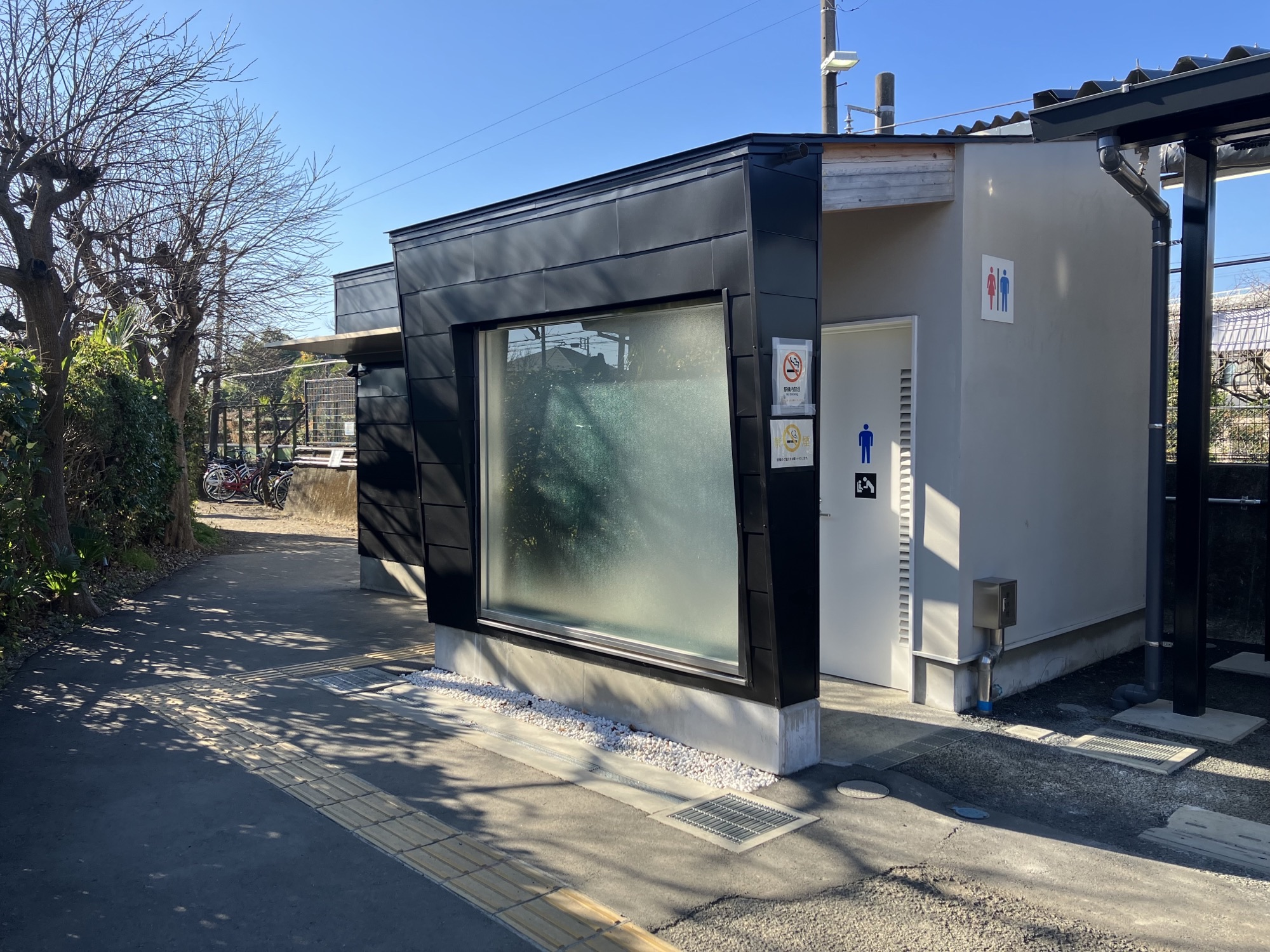
宮山駅トイレ (2023年12月)

## 利用状況
2014年度（平成26年度）の1日平均乗車人員は2,210人である。
近年の1日平均乗車人員は下表の通りである。
| 年度               | 1日平均 乗車人員 |
| ------------------ | ---------------- |
| 1995年（平成07年） | 1,725            |
| 2000年（平成12年） | 1,568            |
| 2001年（平成13年） | 1,602            |
| 2002年（平成14年） | 1,654            |
| 2003年（平成15年） | 1,704            |
| 2004年（平成16年） | 1,741            |
| 2005年（平成17年） | 1,856            |
| 2006年（平成18年） | 1,901            |
| 2007年（平成19年） | 1,999            |
| 2008年（平成20年） | 2,098            |
| 2009年（平成21年） | 2,020            |
| 2010年（平成22年） | 2,002            |
| 2011年（平成23年） | 2,043            |
| 2012年（平成24年） | 2,133            |
| 2013年（平成25年） | 2,228            |
| 2014年（平成26年） | 2,210            |

## 駅周辺
相模國一之宮である寒川神社の最寄駅であり、年始は参拝客で大変混雑するため、駅周辺道路は交通規制が敷かれる（12月31日 - 1月3日）。
駅周辺は基本的に住宅街であり、寒川町の特産品である梨園や、神奈川県の特産品でもあり、県内でも有数の生産量を誇るスイートピー等の花卉栽培用のビニールハウスが点在する。
また、相模川と目久尻川の２つの河川が流れており、日本で初めて県営による広域水道を実現した寒川浄水場や、浄水場の旧送水ポンプ所を改装してつくられた神奈川県水道記念館等の県の関連施設が多くある。寒川取水堰からは、寒川浄水場のみならず、横浜市戸塚区にある小雀浄水場にも送水され、横浜市と横須賀市の水道水も供給されている。現在、神奈川県水道記念館として使われている寒川浄水場の旧送水ポンプ所は、厚生省が企画した「近代水道百選」に選定されており、神奈川県庁本庁舎等で使用されているスクラッチタイル貼りの外壁で、昭和初期の官庁建築の特徴が保たれている。
この他、駅の北方には圏央道の寒川北ICがあり、東証上場企業である河西工業の本社や段ボール製造大手のレンゴーの事業所がある。
公共施設
- 寒川浄水場
- 寒川取水堰
- 神奈川県企業庁水道水質センター
- 神奈川県水道記念館
- 宮山交番
- けやきの森病院（旧皆川記念病院）
- 寒川病院

金融機関・郵便局
- 寒川郵便局

事業所
- 河西工業本社・寒川工場
- レンゴー湘南工場

神社・仏閣
- 寒川神社（相模国一之宮）
- 興全寺
- 西善院

史跡
- 信玄芝原公園

交通機関
- 寒川町コミュニティバス（もくせい号）「宮山駅」停留所

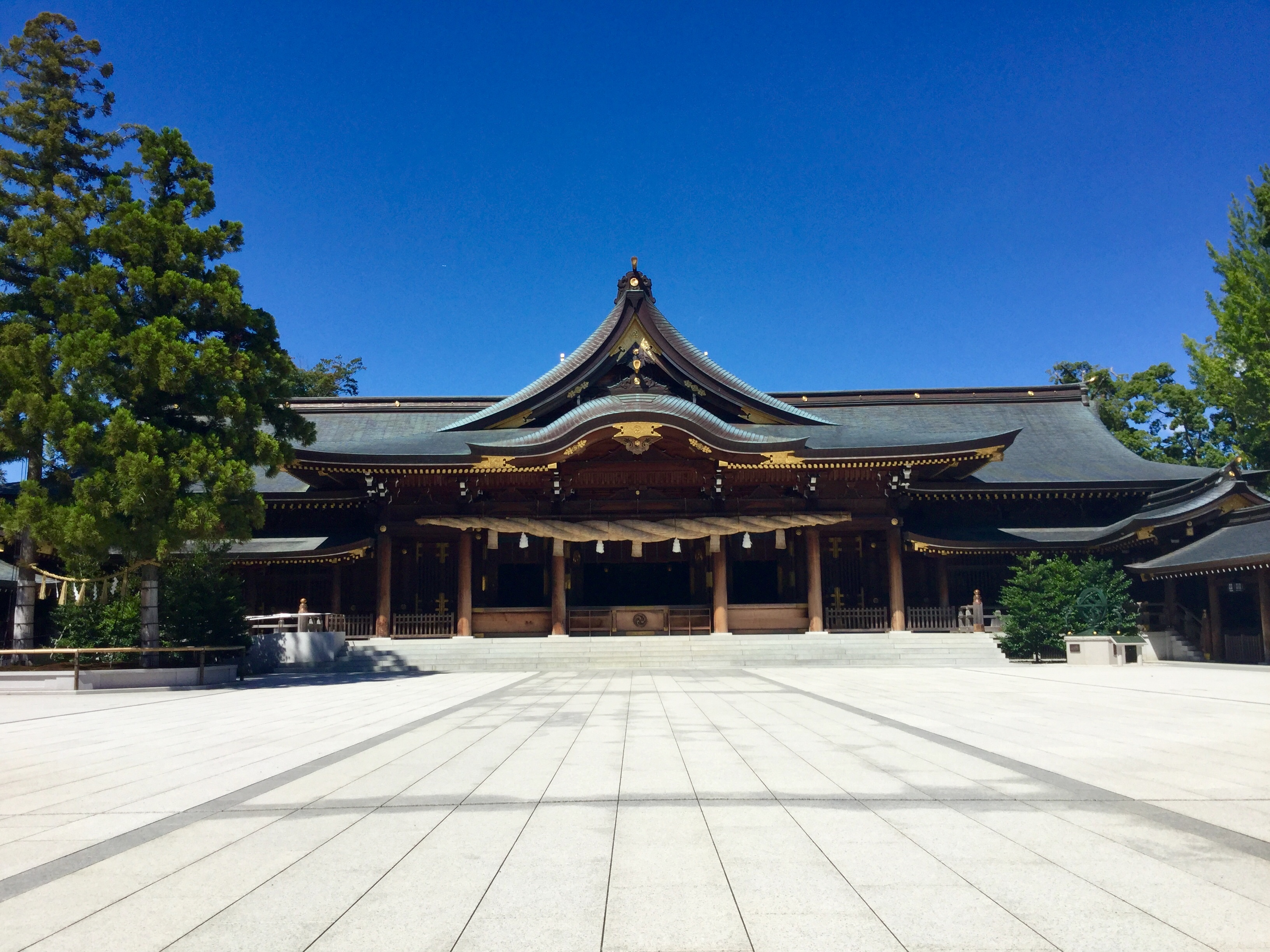
寒川神社
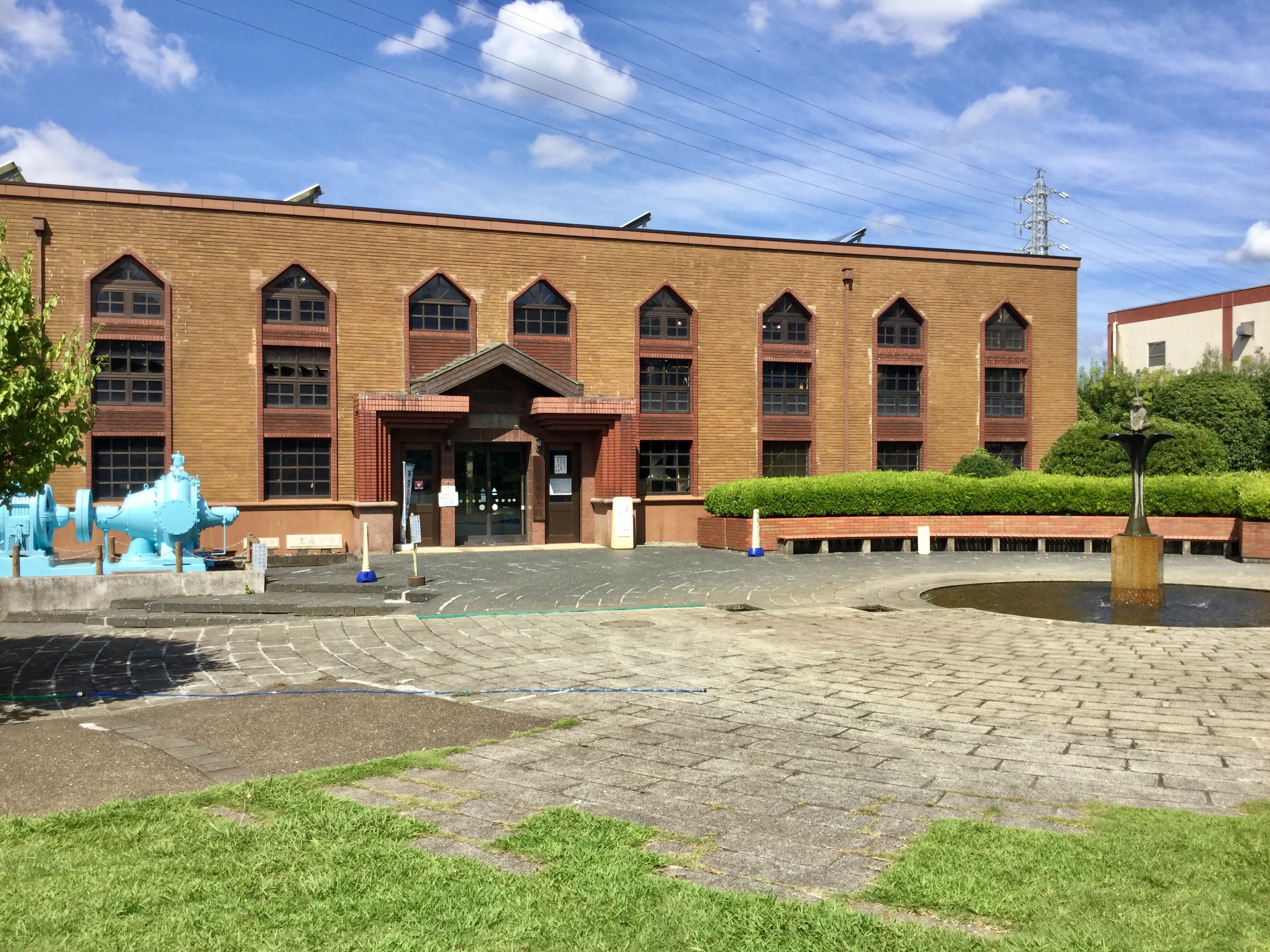
神奈川県水道記念館
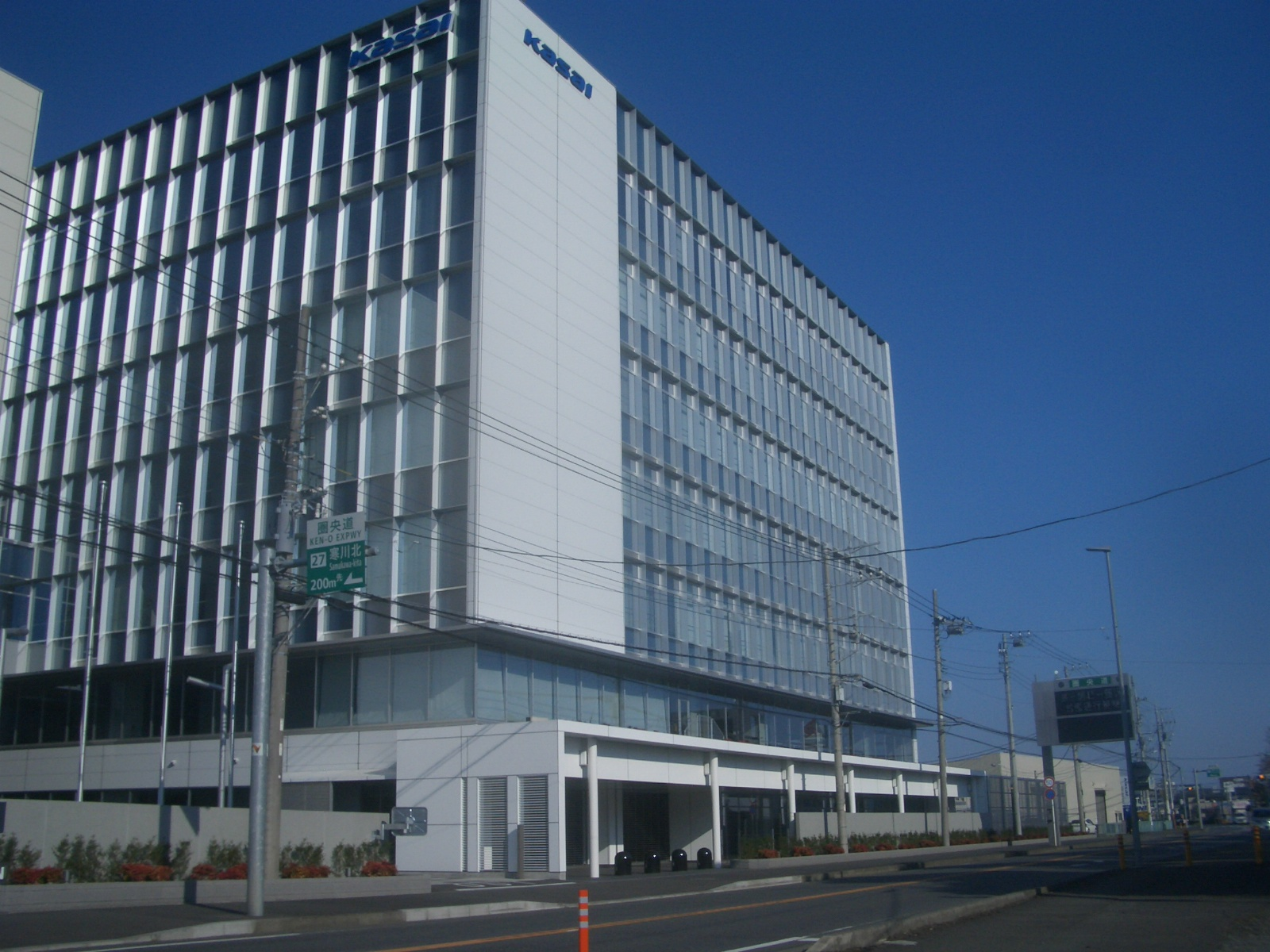
河西工業本社

## 隣の駅
東日本旅客鉄道（JR東日本）
■相模線
寒川駅 - 宮山駅 - 倉見駅

### 記事本文

### 利用状況
JR東日本の2000年度以降の乗車人員
1. ↑  JR東日本 各駅の乗車人員（2000年度）
2. ↑  JR東日本 各駅の乗車人員（2001年度）
3. ↑  JR東日本 各駅の乗車人員（2002年度）
4. ↑  JR東日本 各駅の乗車人員（2003年度）
5. ↑  JR東日本 各駅の乗車人員（2004年度）
6. ↑  JR東日本 各駅の乗車人員（2005年度）
7. ↑  JR東日本 各駅の乗車人員（2006年度）
8. ↑  JR東日本 各駅の乗車人員（2007年度）
9. ↑  JR東日本 各駅の乗車人員（2008年度）
10. ↑  JR東日本 各駅の乗車人員（2009年度）
11. ↑  JR東日本 各駅の乗車人員（2010年度）
12. ↑  JR東日本 各駅の乗車人員（2011年度）
13. ↑  JR東日本 各駅の乗車人員（2012年度）
14. ↑  JR東日本 各駅の乗車人員（2013年度）
15. ↑  JR東日本 各駅の乗車人員（2014年度）